# Winnetka
Winnetka è un comune degli Stati Uniti d'America, situato in Illinois, nella contea di Cook. Si tratta di un villaggio a 26 km a nord dal centro di Chicago. È considerato uno dei comuni popolato dai più ricchi abitanti dell'Illinois: una classifica redatta dalla CNN Money nel 2011 lo pone al 25 posto tra le comunità di abitanti più benestanti degli Stati Uniti. Secondo Business Week è al 14º posto fra le località scelte in base al Codice di avviamento postale, più esclusive e ricche della nazione.
Questo comune è inoltre divenuto famoso a partire dagli inizi degli anni '90, in quanto fu la principale location per le riprese del film Mamma, ho perso l'aereo e in parte anche per il suo sequel.